# Ourches-sur-Meuse
Ourches-sur-Meuse ist eine französische Gemeinde mit 221 Einwohnern (Stand 1. Januar 2022) im Département Meuse in der Region Grand Est (bis 2015 Lothringen); sie gehört zum Arrondissement Commercy und zum Gemeindeverband Communauté de communes de Commercy-Void-Vaucouleurs. Die Bewohner nennen sich Orc(h)adiens/Orc(h)adiennes.

## Geografie
Ourches-sur-Meuse liegt rund 14 Kilometer westsüdwestlich der Kleinstadt Toul im Süden des Départements Meuse an der Maas, die streckenweise die östliche Gemeindegrenze bildet. Im Gegensatz zu vielen Gemeinden der Region sind nur geringe Teile der Gemeinde bewaldet.
Nachbargemeinden sind Pagny-sur-Meuse im Nordosten und Osten, Saint-Germain-sur-Meuse im Südosten und Süden, Vaucouleurs im Südwesten, Void-Vacon im Westen sowie Troussey im Nordwesten.

## Geschichte
Eine frühe Besiedlung belegen Siedlungsreste eines römischen Kastells und Überreste zweier Römerstraßen, die sich hier kreuzten. Wie alle Gemeinden der Gegend litt die Gemeinde im Mittelalter unter Konflikten. Die schlimmsten Verwüstungen richteten der Hundertjährige Krieg und der Dreißigjährige Krieg an. Der Name der heutigen Gemeinde wurde im Jahr 884 unter dem lateinischen Namen Orcadæ erstmals in einem Dokument erwähnt. Im Mittelalter hatte die heutige Gemeinde bis 1766 zwei Herrschaften. Ein Teil von Ourches-sur-Meuse lag innerhalb der Champagne und gehörte zur Bailliage Chaumont. Der andere Teil zur Bailliage Toul im Herzogtum Lothringen. Von 1766 bis zur Französischen Revolution lag die Gemeinde im Grand-gouvernement de Lorraine-et-Barrois. Ourches-sur-Meuse gehörte von 1793 bis 1801 zum District Commercy. Zudem von 1793 bis 2015 zum Kanton Void-Vacon. Die Gemeinde ist seit 1801 dem Arrondissement Commercy zugeteilt. Bis 1919 trug die Gemeinde den Namen Ourches (ohne den heutigen Zusatz).

## Bevölkerungsentwicklung
Die Gemeinde teilt das Schicksal vieler Landgemeinden in Frankreich. In der ersten Hälfte des 19. Jahrhunderts gab es nur kleinere Schwankungen bei der Bevölkerungszahl. Die Landflucht setzte später als in anderen Orten der Region ein. Vom Höchststand 1836 bis zum Tiefststand 1990 verminderte sich die Anzahl Bewohner um 72 Prozent. In den letzten Jahrzehnten ist die Bevölkerung wieder gewachsen (1990–2016: +33,7 Prozent).
| Jahr                       | 1962 | 1968 | 1975 | 1982 | 1990 | 1999 | 2006 | 2011 | 2019 |
| Einwohner                  | 203  | 207  | 190  | 169  | 163  | 168  | 191  | 198  | 226  |
| Quellen: Cassini und INSEE |      |      |      |      |      |      |      |      |      |

## Sehenswürdigkeiten
- Überreste zweier Römerwege von Grand nach Metz und von Naix-aux-Forges (Nasium) nach Toul
- Landsitz, früher ein Schloss; älteste Gebäudeteile aus dem 14. Jahrhundert
- Kirche Saint-Martin
- ehemalige Wassermühle an der Rue du Moulin
- Denkmal für die Gefallenen[1]
- fünf Wegkreuze im Dorf oder an den Ausfallstraßen
- zwei Waschhäuser (Lavoirs)

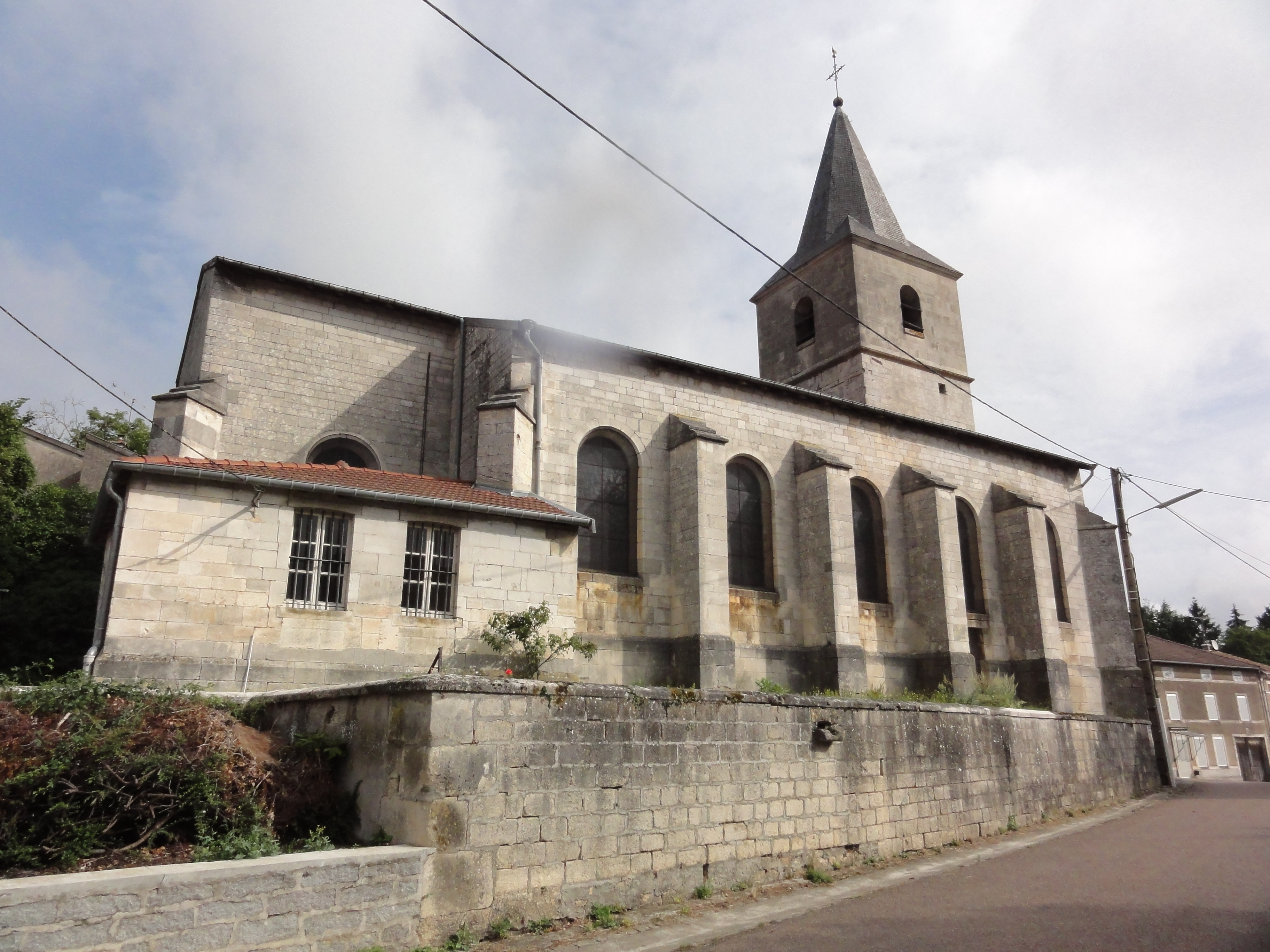
Kirche Saint-Martin
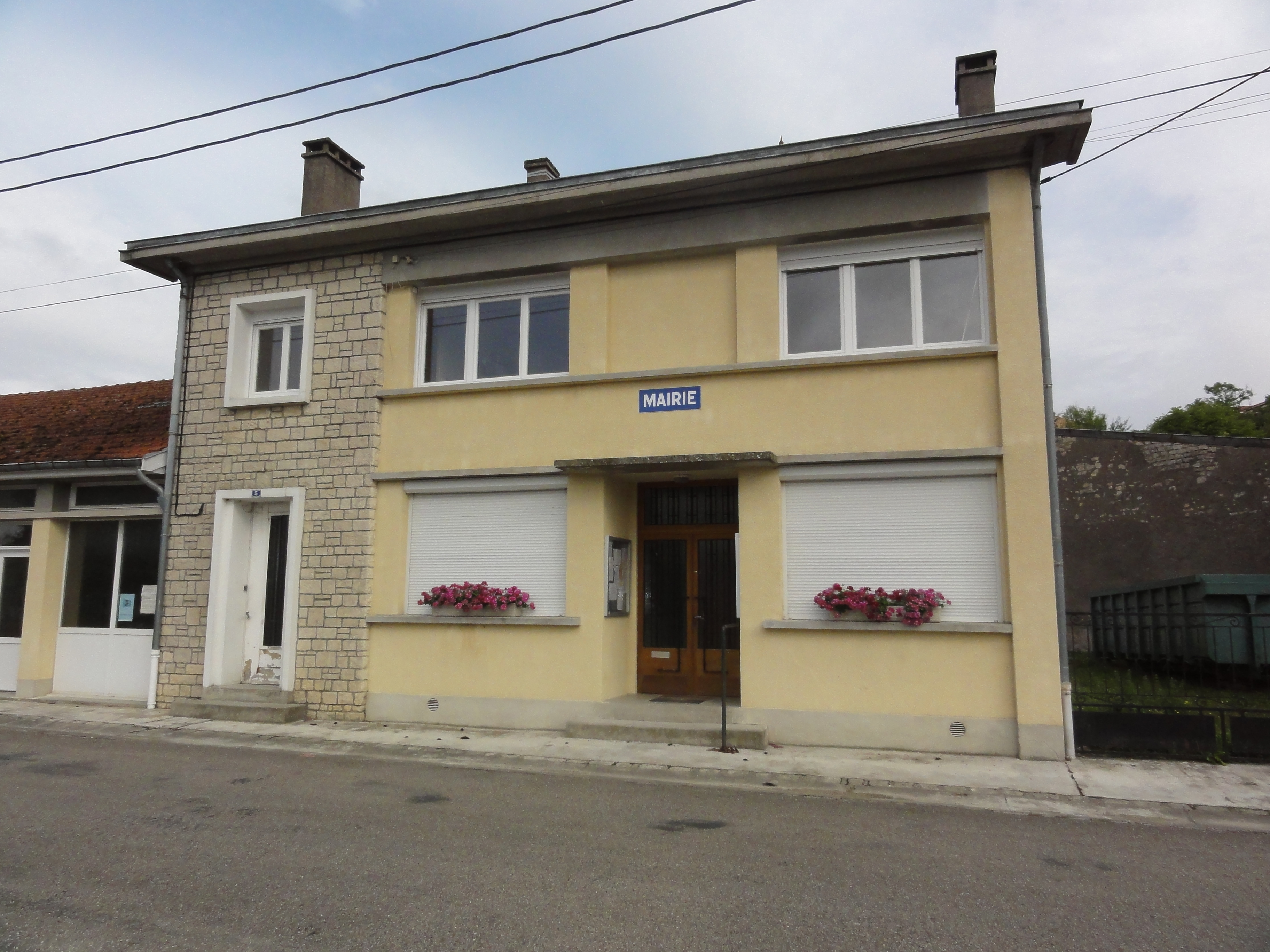
Rathaus (Mairie) der Gemeinde
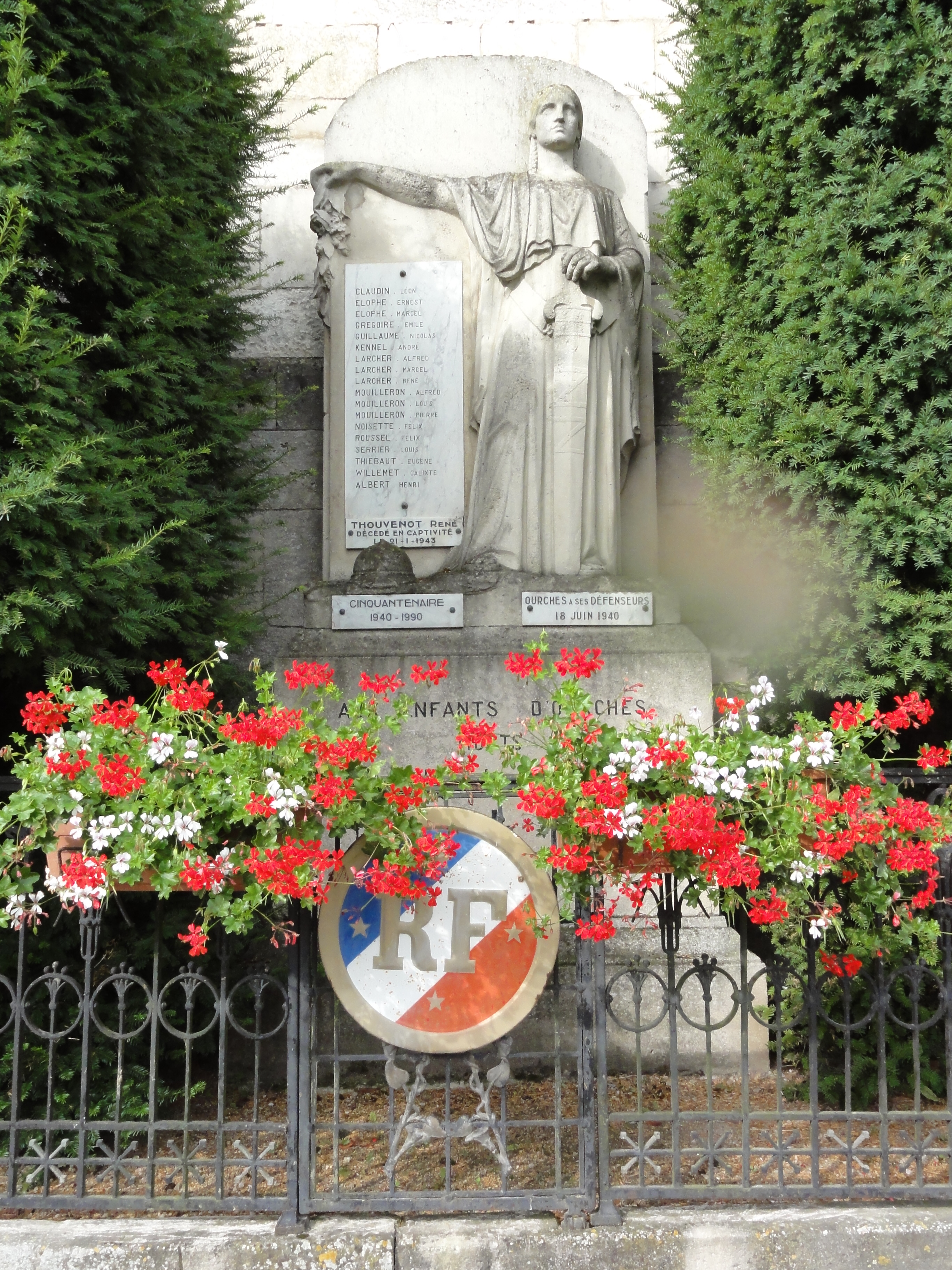
Denkmal für die Gefallenen
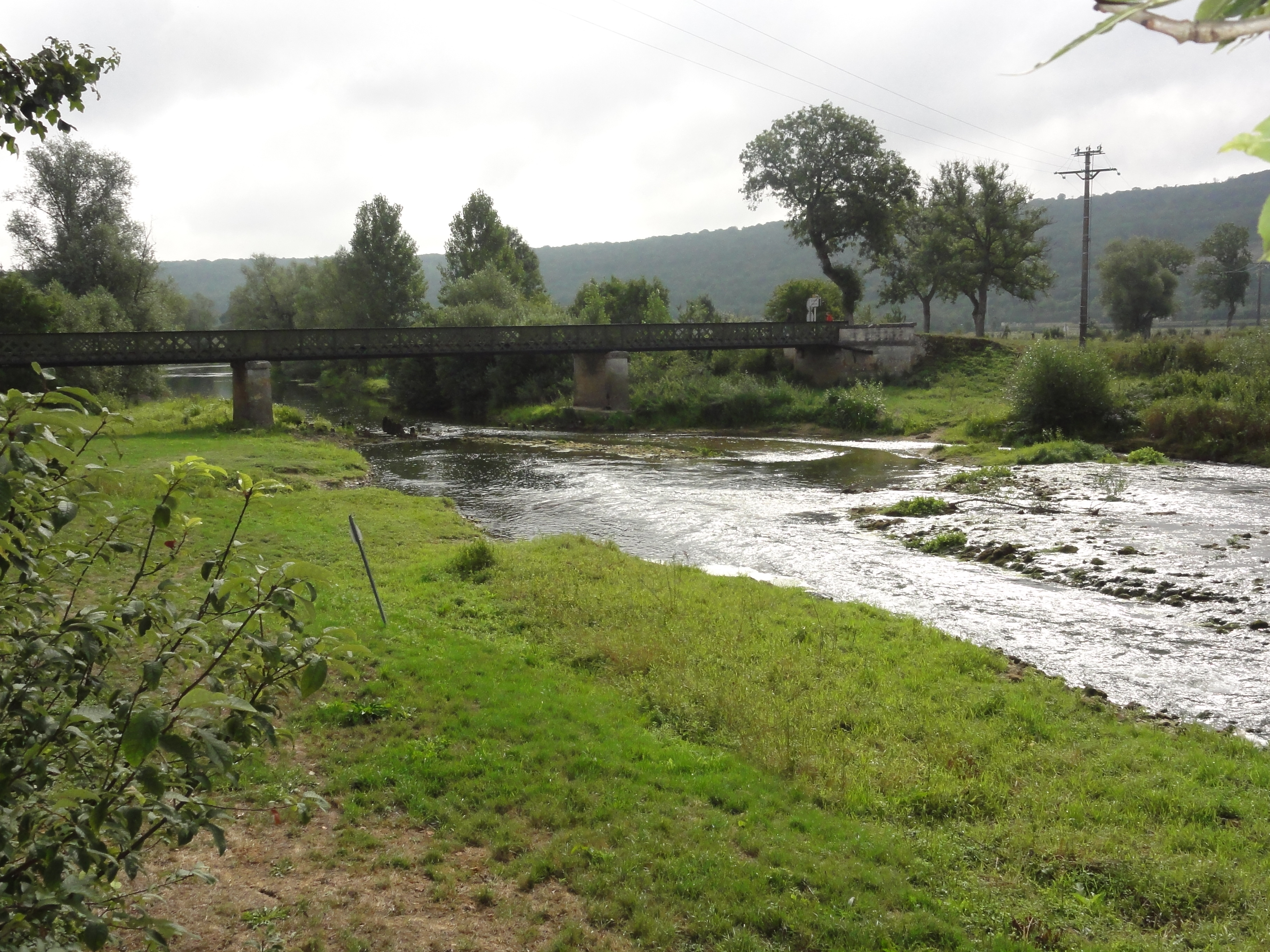
Brücke über die Maas und die Maas
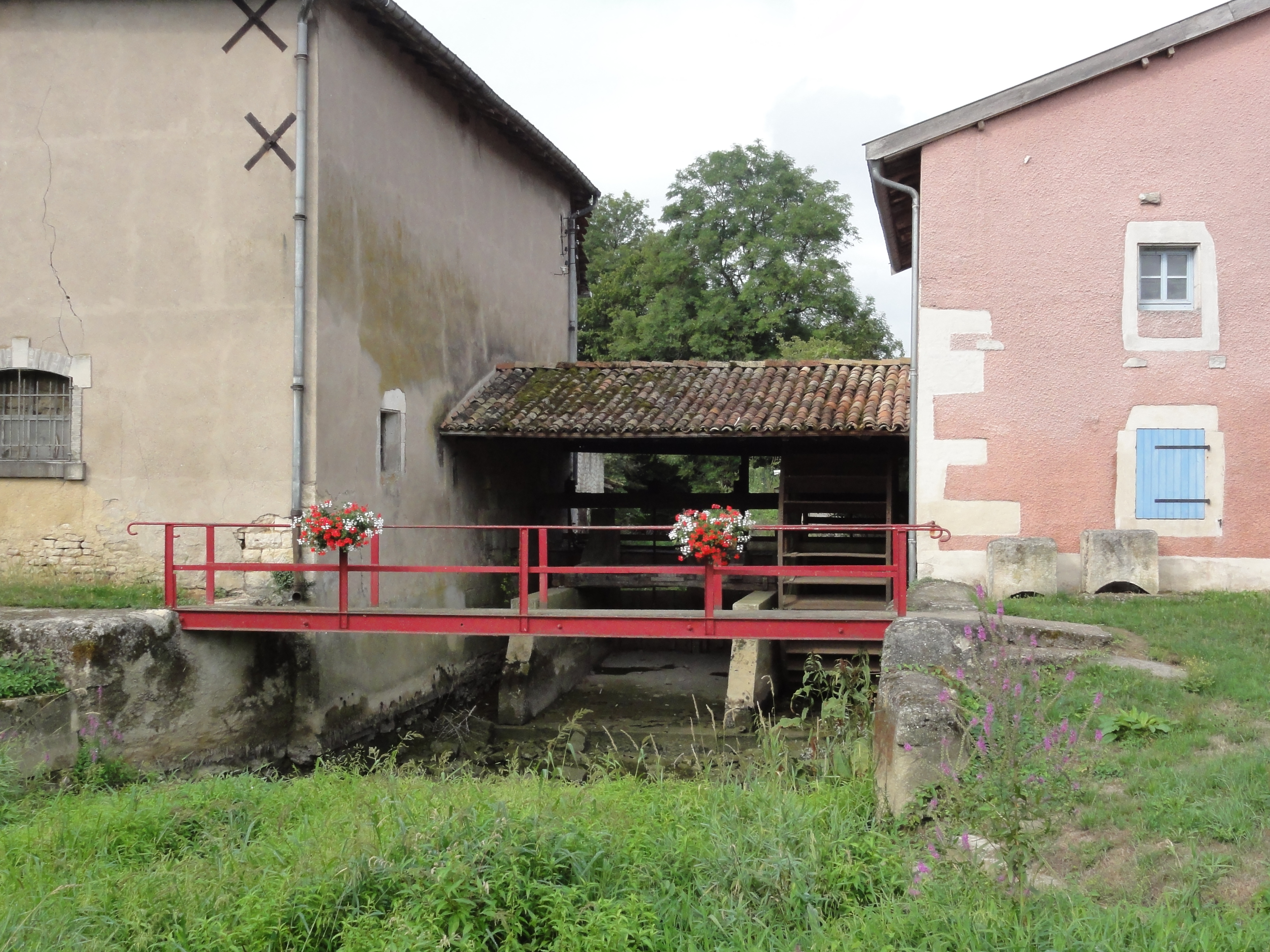
Ehemalige Mühle
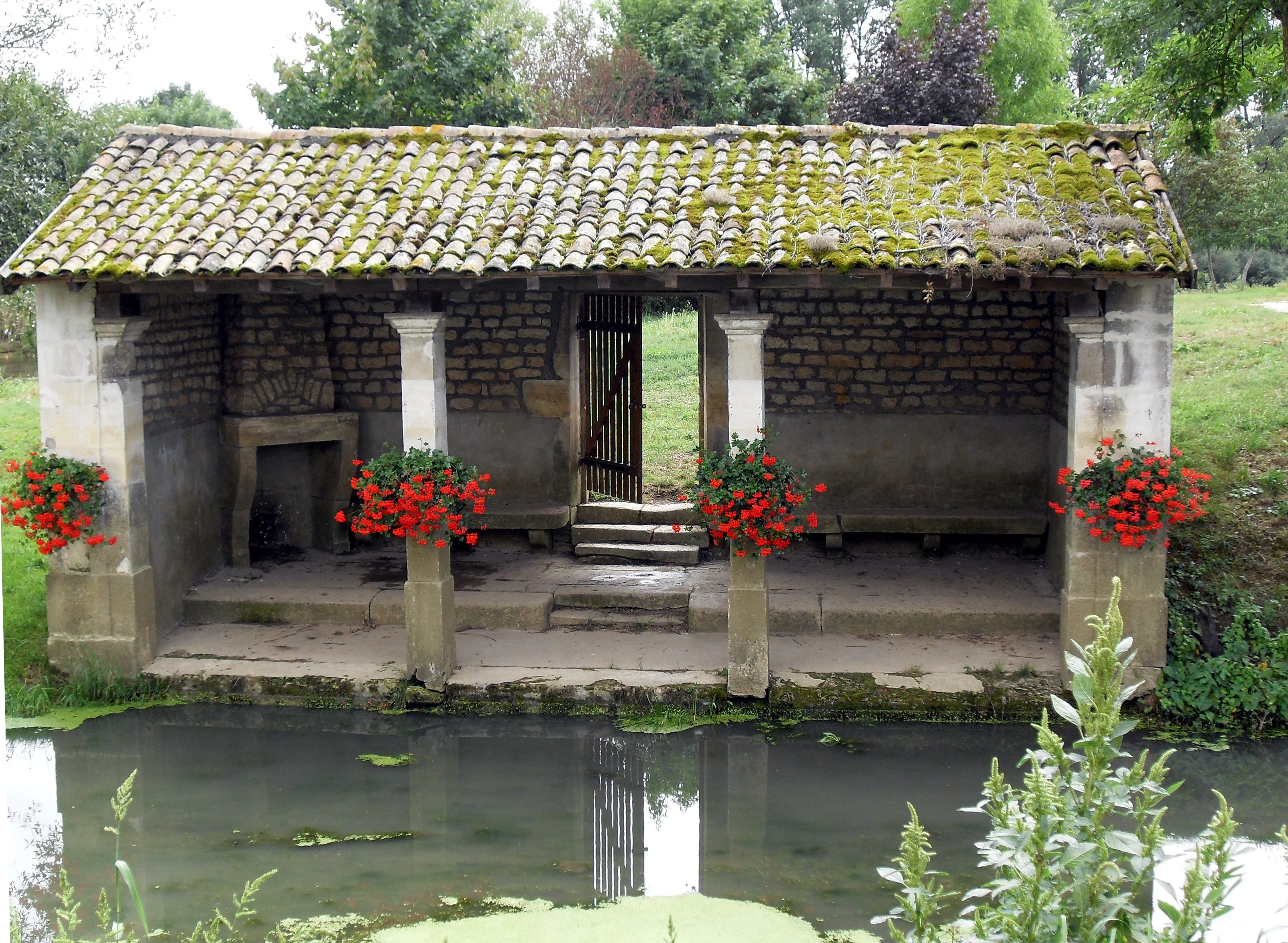
Ein Lavoir
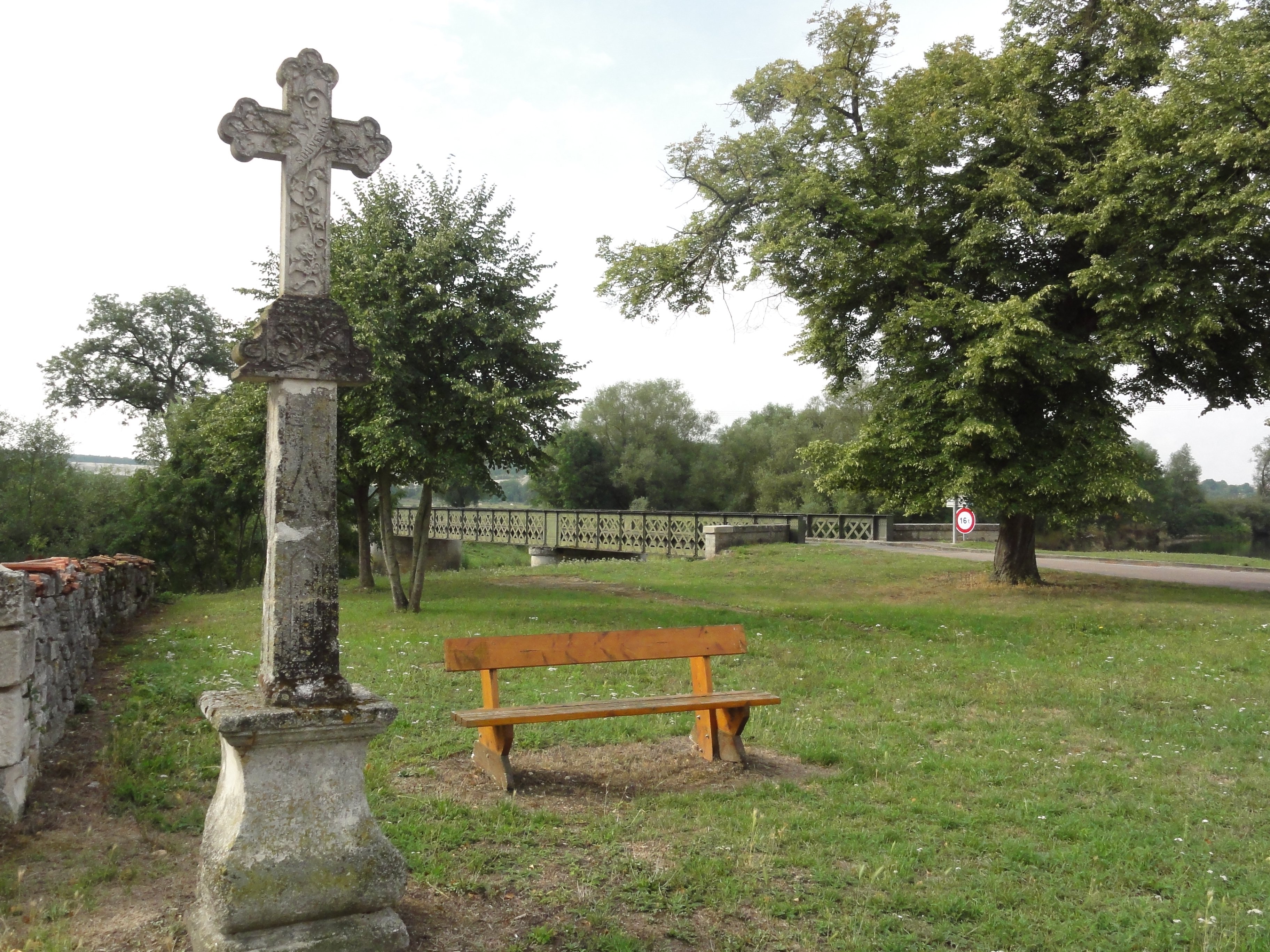
Wegkreuz bei der Brücke
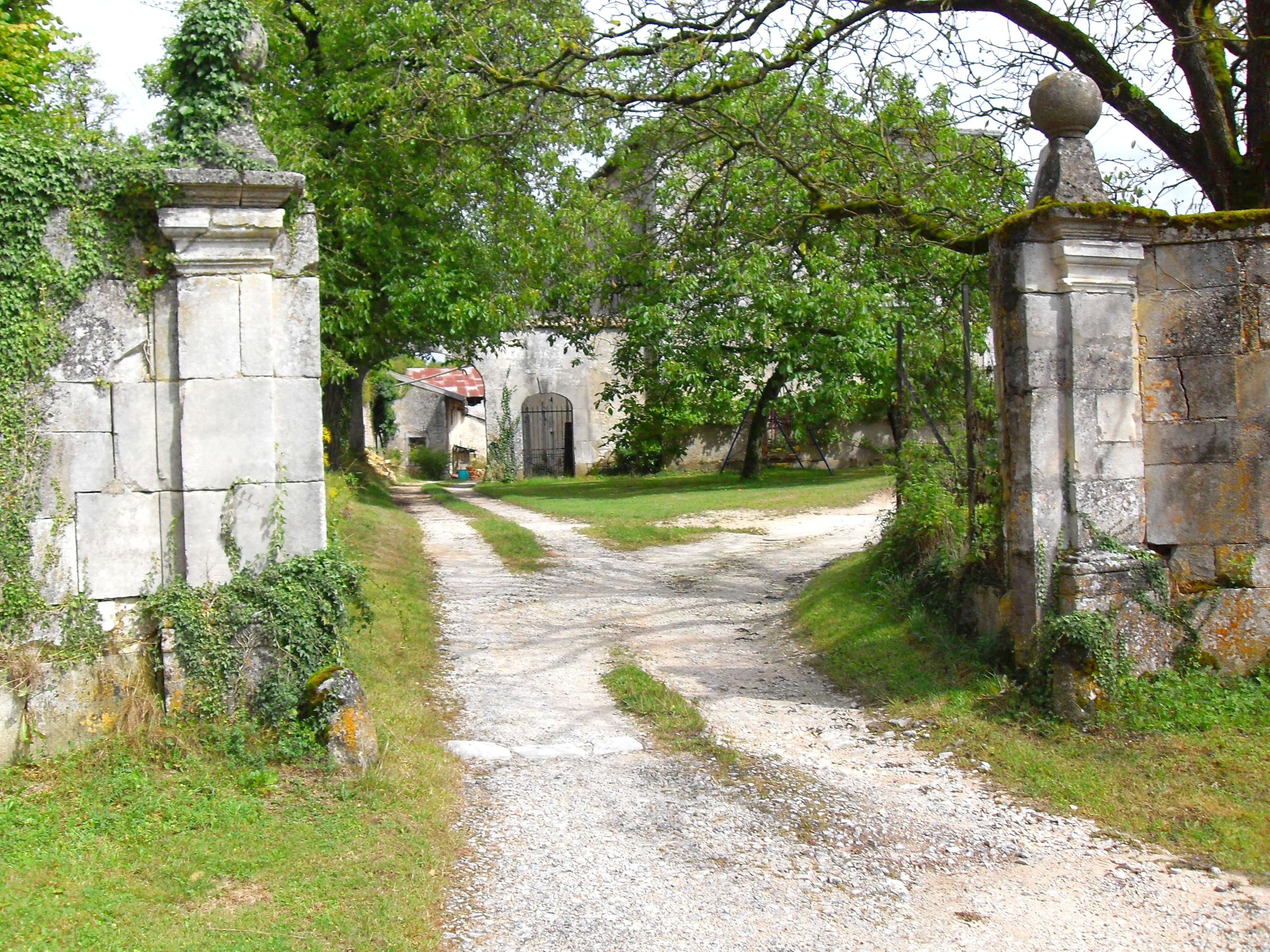
Zufahrt zum ehemaligen Schloss

## Verkehr
Die Gemeinde befindet sich an der D144. Die nahe D964 und die nördlich verlaufende Route nationale 4 mit dem nächsten Anschluss in der Nachbargemeinde Pagny-sur-Meuse sind die wichtigsten Verkehrsverbindungen für die Gemeinde.
Nächstgelegener Bahnhof ist Pagny-sur-Meuse an der Bahnstrecke Paris–Straßburg in rund fünf Kilometern Entfernung.